# Nalinhe
Nalinhe (kinesiska: 纳林河, 纳林河乡) är en socken i Kina. Den ligger i den autonoma regionen Inre Mongoliet, i den norra delen av landet, omkring 380 kilometer sydväst om regionhuvudstaden Hohhot.
Genomsnittlig årsnederbörd är 512 millimeter. Den regnigaste månaden är juli, med i genomsnitt 154 mm nederbörd, och den torraste är december, med 2 mm nederbörd.